# هاوزاخ
هاوزاخ (بالألمانية: Hausach) هي مدينة وبلدة ألمانية تقع في Ortenaukreis. يقدر عدد سكانها بـ 5,847 نسمة.

## أعلام
- أرشيبالد ريس
- إرنست بول
- تشيزلاف بياتاس